# Muscle scalène postérieur
Le muscle scalène postérieur (ou anciennement muscle scalène dorsal ou muscle scalène supracostal ou muscle scalène transcostal) (musculus scalenus posterior en latin) est un muscle cervical profond de la région antéro-latérale du cou

## Description
Le muscle scalène postérieur est derrière le muscle scalène moyen.

## Origine
Le muscle scalène postérieur nait par trois languettes tendineuses des tubercules postérieurs des processus transverses des quatrième, cinquième et sixième vertèbres cervicales.

## Trajet
Les trois faisceaux descendent en dehors et let légèrement en avant pour se terminer par un tendon aplati.

## Insertion
Le tendon terminal du muscle scalène postérieur se termine sur la face externe et le bord supérieur de la deuxième côte.

## Innervation
Le muscle scalène postérieur est innervé par le plexus cervical par les branches cervicales de C5 à C7.

## Vascularisation
Le muscle scalène postérieur est vascularisé par une branche de l'artère thyroïdienne inférieure.

## Action
Le muscle scalène postérieur est :
- élévateur de la deuxième côte en prenant appui sur le cou, il est donc inspirateur ;
- rotateur homo-latéral ;
- inclinateur homo-latéral ;
- légèrement fléchisseur du cou.

En prenant appui sur les côtes, il stabilise le rachis cervical notamment lors du port d'un fardeau sur la tête.

## Remarque
Les scalènes sont disposés en deux-plans : l'antérieur en avant, les deux autres en arrière. Ils délimitent ainsi avec les côtes
le triangle interscalénique par où passent les branches du plexus brachial et l'artère sous-clavière.

## Galerie

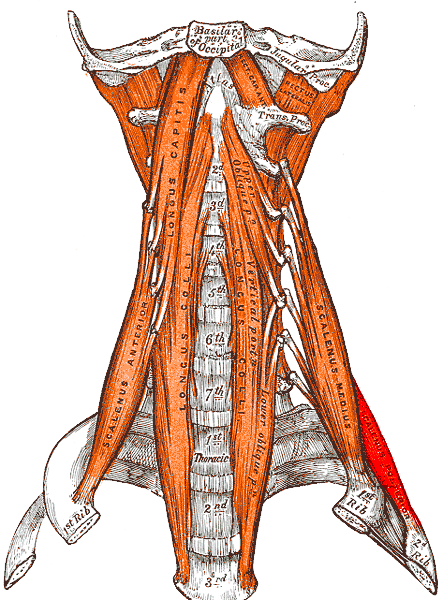
Le muscle scalène postérieur (en rouge foncé)
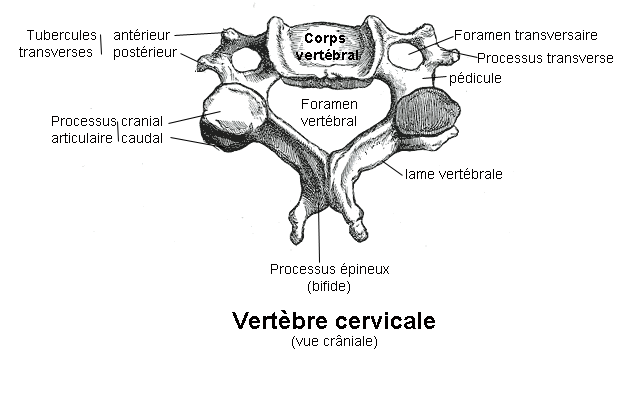
Une vertèbre cervicale.
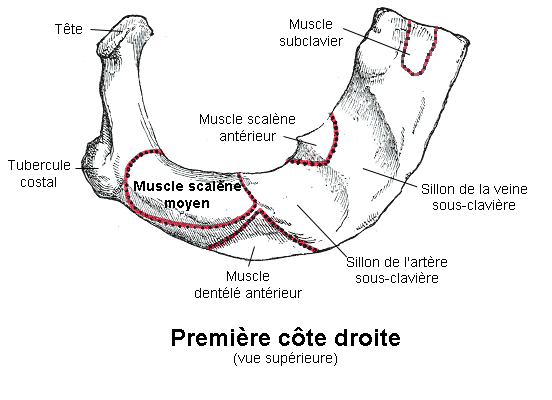
La première côte.
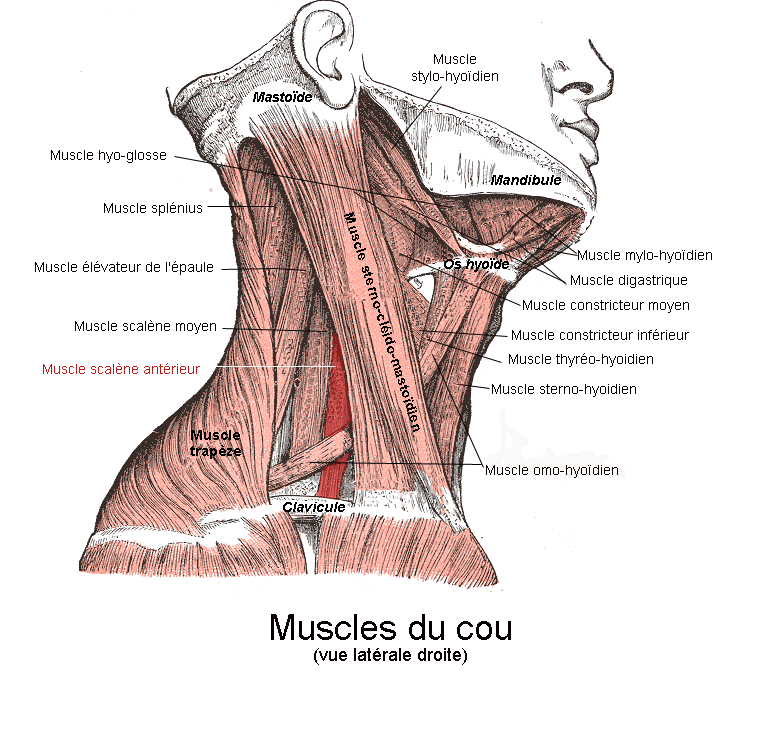
Muscles du cou (vue latérale).

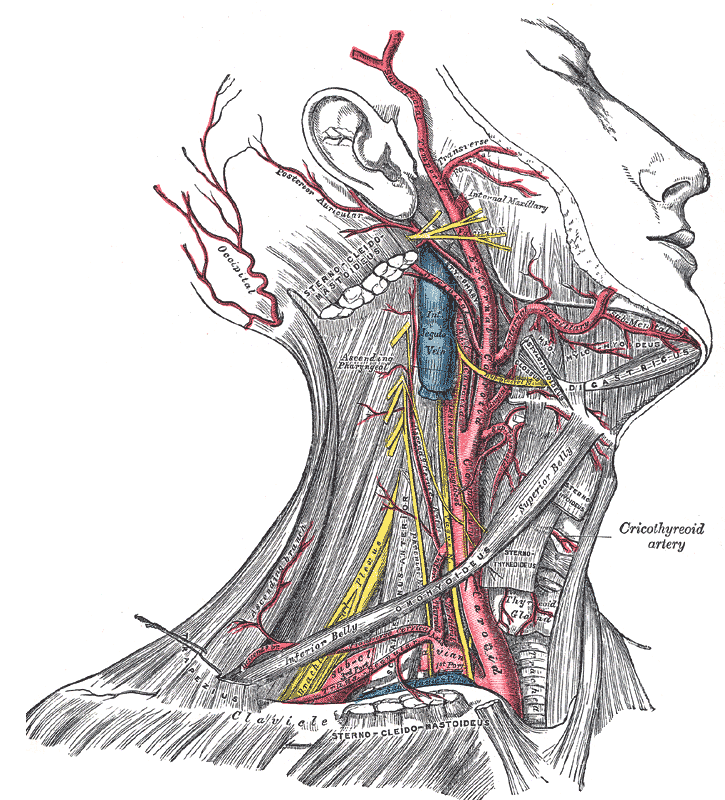
Artères sous-clavière et carotide.
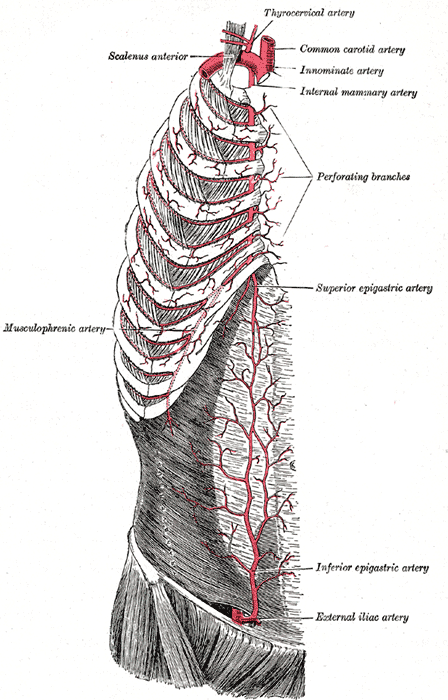
L'artère mammaire interne et ses branches.
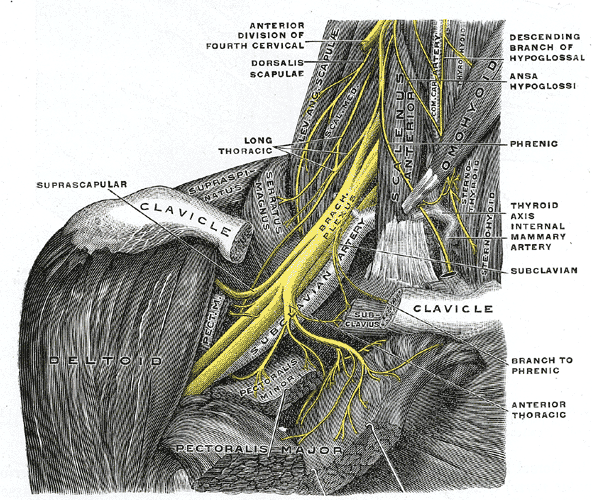
Le plexus brachial droit, vu de face.